# Лайковац (город)
Лайковац (серб. Лајковац) — город в Сербии в общине Лайковац, Колубарский округ. Согласно переписи 2011 года, население составляло 3249 человек.
Город расположен в 69 километрах к юго-западу от Белграда и 27 километрах к востоку от Валево. 